# Рио-Турбио (ТЭС)
ТЭС «Ри́о-Ту́рбио» (исп. Central térmica Río Turbio) — тепловая электростанция в Аргентине. Расположена у города Рио-Турбио (департамент Гуэр-Айке, провинция Санта-Крус) на юге страны. Самая южная угольная тепловая электростанция в мире и первая электростанция в Аргентине, использующая в качестве топлива исключительно уголь. Входит в Единую национальную энергосистему Аргентины (исп. Sistema Argentino de Interconexión eléctrica, SADI). Электростанция не достроена, с 28 ноября 2015 года строительные работы приостановлены.

## История
Зависимость Аргентины от импортируемых нефти и газа вынудила её на постепенный переход на использование собственных энергоресурсов. Ранее, в 2004 году страна пережила энергетический кризис. Была создана национальная нефтяная компания «Энарса», интенсифицирован поиск новых месторождений нефти и газа. Правительством было принято решение о строительстве крупных угольных электростанций с целью увеличения использование угля в качестве топлива с нынешних 0,5 % до 4 % к 2025 году.
В 2004 году в город Рио-Турбио в связи с аварией на шахте «Рио-Турбио», в результате которой погибло 14 человек, прибыл президент страны Нестор Киршнер. Тогда же он объявил о предстоящем строительстве электростанции на базе местного угля, что позволило бы поддержать отечественную угольную промышленность. Возведение ТЭС Рио-Турбио началось в 2009 году. Кроме того, велась установка высоковольтной линии электропередач с напряжением 220 кВ для соединения с энергосистемой страны. Корпуса электростанции возвели у Национальной трассы № 40, между городами Рио-Турбио и Вейнтиочо-де-Новьембре. Строительство электростанции «под ключ» вёл консорциум во главе с испанской компанией Isolux Corsán. По плану ввод ТЭС в коммерческую эксплуатацию должен был состояться в 2011 году. Однако первая очередь электростанции была официально пущена только в сентябре 2015 года.
Против строительства электростанции протестовали экологи, опасавшиеся её отрицательного воздействия на окружающую среду.

## Скандалы
В ходе строительства и начала эксплуатации ТЭС неоднократно возникали скандалы, в том числе и из-за якобы имевшихся фактов коррупции. К примеру, если первоначально проект оценивался 2,094 млрд долларов США (по другим данным — 700 млн долларов), то фактически строительство обошлось в 9 млрд долларов. С конца 2015 года электростанция не функционирует из-за отсутствия угля. Для достройки электростанции требуется 800 млн долларов США. После прихода к власти нового президента Маурисио Макри, было начато расследование о фактах нарушения планирования и строительства объекта.
Бывший министр национального планирования Хулио де Видо обвинил Макри и некоторые СМИ в намеренной дискредитации прежнего руководства страны.

## Основные данные
По проекту электростанция будет потреблять 5,4 тысяч тонн угля в сутки, объём твёрдых отходов составит 1,6 млн тонн.
Производственные показатели ТЭС:
- Установленная электрическая мощность — 240 МВт (фактически — 120 МВт, турбина № 2 на стадии 80-90 % готовности[11])

В качестве топлива используется уголь месторождения Рио-Турбио, разрабатываемого компанией Yacimientos Carboníferos Río Turbio (YCRT) и поступающего из шахты на ТЭС по транспортёру. Рио-Турбио — одна из двух угольных электростанций Аргентины. Вторая — Сан-Николас, которая кроме угля использует природный газ и мазут.